# Arthur Chichester (2e comte de Donegall)
Pour les articles homonymes, voir Arthur Chichester.
Arthur Chichester, 2e comte de Donegall (décédé le 26 octobre 1678) est un homme politique anglo-irlandais.

## Biographie
Il est le fils du lieutenant-colonel John Chichester (décédé en 1647), de Dungannon, comté de Tyrone, ce dernier étant le frère cadet d'Arthur Chichester (1er comte de Donegall), et le fils cadet d'Edward Chichester (1er vicomte Chichester). Sa mère est Mary Jones (décédée en 1673), fille de Roger Jones (1er vicomte Ranelagh). Après la mort de son père, elle se remarie avec le colonel Christopher Copley de Wadworth. Il est fait chevalier à Whitehall en 1660, et sert à la Chambre des communes irlandaise en tant que député de Dungannon (1661-1666). Il est également nommé au Conseil privé d'Irlande en 1672.
En 1675, il succède à son oncle comme deuxième comte de Donegall, héritant du titre en vertu du reste spécial accordé aux héritiers de son grand-père, Edward Chichester, 1er vicomte Chichester. Il est Custos Rotulorum pour le comté d'Antrim et gouverneur de Carrickfergus pendant douze ans avant de mourir en Irlande en 1678.